# Gestión integral empresarial
Gestión Integral Empresarial es una herramienta en línea destinada al Customer relationship management (CRM), es decir, a gestionar la relación de una empresa con los clientes. Se trata de un producto que permite al empresario guardar y manejar información pertinente a sus clientes. Es conocida también como GIE-CRM.

## Características y funcionamiento
Al tratarse de un servicio en línea, GIE-CRM no necesita instalarse en ningún ordenador, sino que se trabaja con él directamente a través de Internet.
La herramienta permite guardar una relación completa de sus clientes, tanto entidades como personas físicas y la relación entre ambas. En este sentido, puede guardarse información como datos de contacto, el tipo de acciones comerciales mantenidas con ellos, el periodo de las mismas, etc. Si bien GIE-CRM da unas opciones, por ejemplo, para el tipo de entidad, la misma herramienta se puede personalizar para adaptarla a las necesidades del usuario y su empresa.
Otra información que permite registrar consiste en las ofertas, tanto de la empresa propia como de aquellas con las que se trabaja. GIE-CRM también posibilita llevar un registro de las incidencias que los clientes comunican a la empresa en relación con las acciones comerciales que mantienen.
Por otro lado, GIE-CRM ofrece la posibilidad al empresario de llevar un control de las horas que sus trabajadores invierten en su trabajo, con la posibilidad de filtrarlas por el tiempo que dedican a cada proyecto o tarea. 
Este servicio CRM también facilita un calendario en el que el usuario puede señalar fechas importantes para su acción comercial. Además, posee un apartado destinado a la creación, seguimiento y actualización de las campañas que la empresa lleve a cabo.
- Datos: Q5879097